# Aubry (Gâtinais)
Aubry († 1028/30) war ein Graf von Gâtinais im 10. und 11. Jahrhundert.
Er war ein Sohn des Grafen Gottfried I. von Gâtinais († nach 991) und der Beatrix, einer Tochter des Grafen Aubry II. von Mâcon. Sein familiärer Hintergrund geht aus einer Urkunde des Bischofs Franco von Paris aus dem Jahr 1028 hervor, in der Aubry als aktueller Graf von Gâtinais (Albericus, Comes Nandonensium) genannt wurde. Um dieselbe Zeit schenkte er der Abtei Saint-Benoît-de-Fleury Land um Auxerre. Kurz darauf dürfte er gestorben sein, worauf ihm im Gâtinais sein Halbbruder Gottfried II. Ferréol nachfolgte.
Basierend auf einem Brief des Abts von Fleury aus dem Jahr 997 entwarf Christian Settipani die These, wonach ein gewisser Wal[terius] (Wal comitis de castro Nantonis) nach dem Tod von Gottfried I. die Macht im Gâtinais übernommen habe, aufgrund einer Unmündigkeit von Aubry. Dieser Wal[terius] wäre sein Onkel gewesen und hätte außerdem einen Neffen namens Q[u]auzfridus (Qauz), der Aubrys älterer Bruder gewesen wäre, verdrängt.